# 扭來扭去

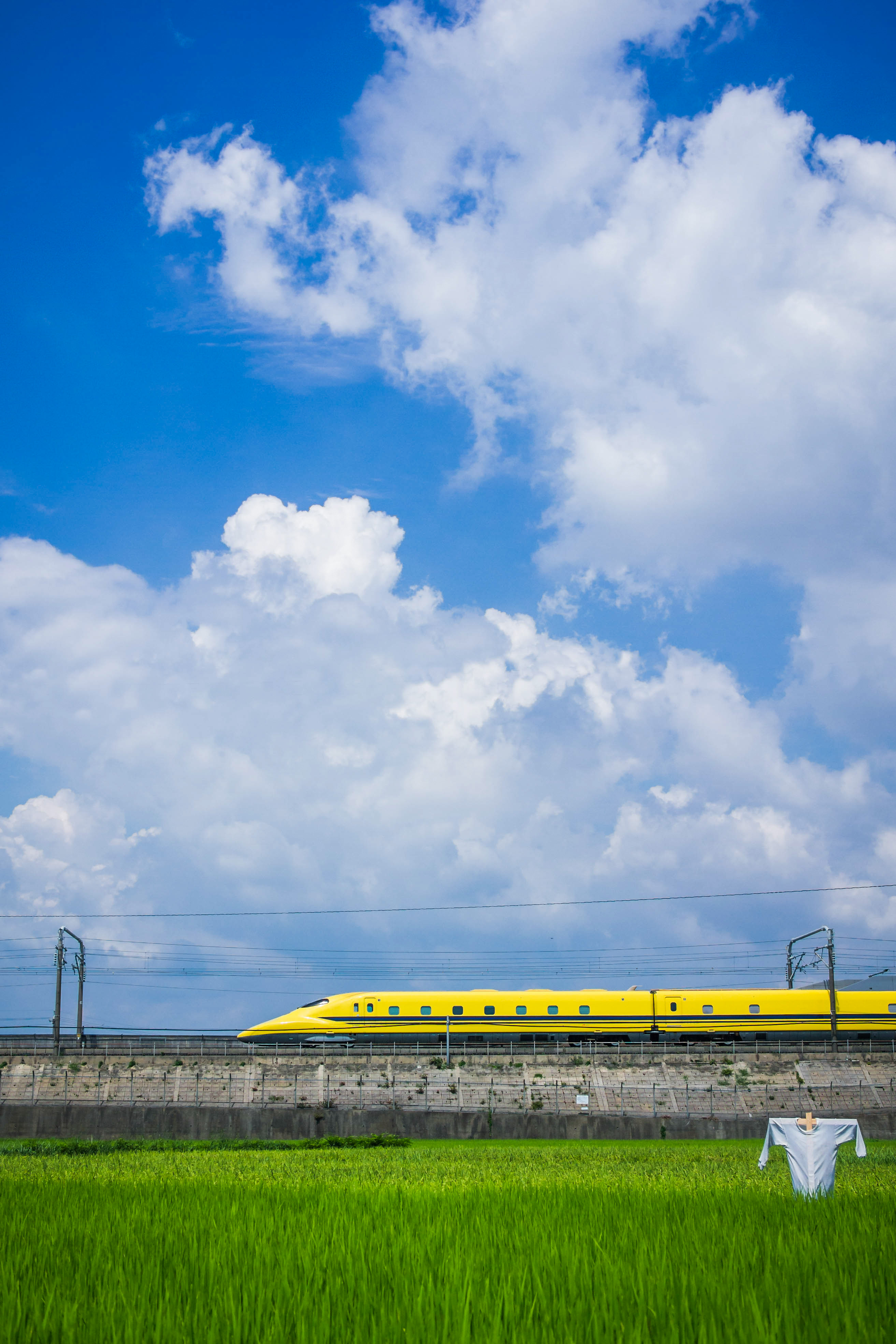
2channel上的專門討論串已就「扭來扭去」的目擊事件提出各種各樣的解釋，其中之一是目擊者可能因中暑而出現幻覺

扭來扭去（日语： Kunekune）是2003年左右開始於互联网上流傳的日本怪談。研究者已追溯到它的起源——這在眾多網際網路怪談中仍屬少數。

## 怪談內容
據聞扭來扭去是於田野或河邊扭來扭去的黑色或白色生物，任何見到並了解那是什麽的人都會發瘋。網際網路上的原版怪談如下：投稿者表示，自己的弟弟有個朋友叫「A君」。A君在田舍跟哥哥玩耍時，突然見到身穿白色衣服的人在窗外扭來扭去。其動作不像常人能做到。A君和哥哥最初對此感到困惑，但「哥哥卻於最終搞明白了」。即使如此，他的哥哥卻不肯對A君說明那是什麽。投稿者最後向他弟弟提議：「再問一下（A君的）哥哥不就好了？」他的弟弟卻回答道：「他已成了智能障礙者」。
2channel的用戶之後把這則故事改編：哥哥在用望遠鏡看到扭來扭去後，變得十分驚恐，望遠鏡也握不起來，就這樣跌在地上。哥哥之後同樣不肯對弟弟說明那是什麽，接着快步走回家。當弟弟想用望遠鏡觀察扭來扭去時，卻被急忙趕到的祖父阻止。他們回家後見到一邊狂笑一邊扭來扭去的哥哥，全家人則因為這件悲劇而傷感不已。祖母此時說道：「把哥哥放在這邊會比較方便。你們那邊地方又窄小，而且也受不了世人的目光吧……不如把他放在這邊，幾年後我們會把他放到田裏……」。弟弟聞畢落淚。
其他跟扭來扭去有關的怪談一般包含以下元素：
- 見到白色或黑色的扭來扭去[5][1]。
- 「扭來扭去」以不像人類的動作扭來扭去[5][1]。
- 扭來扭去通常在夏天的水田或河邊出現[5][1]。
- 遠眺扭來扭去通常不會出問題，但看清或理解扭來扭去是什麼的時候，就會使人發瘋[5][1]。

## 歷史
扭來扭去出自2000年的怪談投稿網站。2003年，有網民把改編版本張貼至2channel的「超常現象板」，並明確表示「扭來扭去」純屬虛構。不過隨著故事不斷被轉載，「純屬虛構」的宣稱亦早已省去不提。同年，此一怪談成了2channel「民俗・神話學板」的熱門話題。上述兩個板塊都有網民為扭來扭去設立專門討論串。他們亦開始分享各自目擊扭來扭去的「親身經歷」，最终令整个故事体系向着更多元的面向發展。扭來扭去的故事隨後於2channel以外的網站廣泛流傳，人們亦相繼創作出各式各樣與之有關的多媒體作品。擁有神秘主義傾向的作家也受到這類型的故事影響，而開始在雜誌等出版物上為扭來扭去撰寫文章。

## 考據
2channel「民俗・神話學板」的專門討論串已就「扭來扭去」的目擊事件提出各種各樣的解釋。部分說法認為扭來扭去跟反物大人（タンモノ様）或蛇神等農村土著信仰或古來傳說的妖怪有關。此外亦有人提出其他解釋，像是扭來扭去就是人類的分身、目擊者因為中暑而出現幻觉。此外扭來扭去的結局亦被指跟六部殺等怪談類近。

## 引註
1. 1 2 3 4 5 6 7 8 9 10 11  伊藤 2008
2. 1 2  『日本怪異妖怪大事典』，第210-211頁
3. ↑  廣田 2018，第106頁
4. 1 2 3 4 5 6  伊藤 2014
5. 1 2 3 4 5  山口 2007，第184-185頁